# Lorenzo Olarte
Lorenzo Olarte Cullén, né à Ponteareas (Galice) le 8 décembre 1932 et mort le 2 février 2024 à Las Palmas de Grande Canarie, est un avocat et homme politique espagnol.
Il est président du gouvernement des Canaries entre 1989 et 1991.

## Biographie
Lorenzo Olarte Cullén naît à Ponteareas, une petite ville de la province de Pontevedra en Galice, le 8 décembre 1932.

### Formation et vie professionnelle
En 1955, il obtient une licence en droit de l'université de Madrid. Il devient alors secrétaire de l'administration judiciaire, puis avocat.
Il a également présidé la caisse d'épargne de Grande Canarie.

### Débuts politique sous le franquisme
Il débute sa vie politique sous le régime franquiste. En effet, il est nommé président du Cabildo insulaire de Grande Canarie et président de la mancomunidad de la province de Las Palmas le 30 mars 1974.
Cette même année, il devient député (« procurateur ») aux Cortes franquistes. Il fonde en 1977 l'Union canarienne (UC), un parti régionaliste dont il est élu président.

### Passage par l'UCD
Il est désigné conseiller du président du gouvernement Adolfo Suárez en juillet 1977. En 1978, son parti intègre l'Union du centre démocratique (UCD). Il démissionne en janvier 1979.
Le 1er mars 1979, il est élu député de Las Palmas sous les couleurs de l'UCD. Il est ensuite nommé président de la compagnie publique Aviaco, de 1980 à 1982.

### Scission vers le CDS
Par la suite, il décide en 1982 d'abandonner l'UCD et adhère au Centre démocratique et social (CDS), le nouveau parti centriste de Suárez. Le 8 mai 1983, il est élu député de Grande Canarie au Parlement des Canaries. Réélu aux régionales du 10 juin 1987, il est nommé vice-président du gouvernement et conseiller à la Présidence le 1er août par Fernando Fernández Martín.

### Président des Canaries
Lorenzo Olarte est investi président du gouvernement canarien le 28 décembre 1988, après le rejet d'une question de confiance posée par son prédécesseur. Il entre en fonction au début du mois de janvier 1989. Il gouverne en coalition avec les Regroupements indépendants des Canaries (AIC) et l'appui du Parti populaire (PP).
Aux élections du 26 mai 1991, le CDS ne totalise que 7 députés sur 60. En conséquence, il cède le pouvoir le 11 juillet au socialiste Jerónimo Saavedra.

### Une figure du nationalisme canarien
L'année suivante, il fonde le Centre canarien indépendant (CCI), un petit parti nationaliste qui fusionne avec d'autres partis de cette mouvance, au sein de la Coalition canarienne (CC). Plus tard, le parti prend le nom de Centre canarien nationaliste (CCN).
Il est réélu représentant de la province de Las Palmas au Congrès des députés lors des élections générales anticipées du 6 juin 1993 et quitte le Parlement canarien. Il y revient aux élections du 28 mai 1995, et démissionne alors du Congrès. Le 20 juillet 1995, il devient vice-président et conseiller au Tourisme et aux Transports du gouvernement régional dirigé par Manuel Hermoso.

### Retrait progressif de la vie politique
Il annonce se retirer de la vie politique en 2003, quatre ans après avoir quitté les institutions régionales. En 2005, il organise pourtant la sortie du CCN, désormais « Centre canarien », de la Coalition canarienne. Il confirme son retour à la vie politique en 2006, mais échoue totalement aux élections du Cabildo insulaire de Grande Canarie en 2007 avec 3,8 % des voix. Il abandonne de nouveau toute activité politique, mais en 2014 il démissionne du CCN, fait un nouveau retour et devient président des Citoyens du centre démocratique (CCD).

### Mort
Dans un état critique à partir de la fin du mois de janvier 2024, Lorenzo Olarte meurt le 2 février 2024 à Las Palmas de Grande Canarie, à l'âge de 91 ans.